# Искра, Яков Степанович Острянин
Яков Степанович Искра по прозвищу Острянин, в историографии преимущественно Яков Острянин (Як, Яц(ь)ко; Остранин, Остраница, Остряница; ум. 26 апреля (6 мая) 1641) — нежинский полковник (1637 год), военный деятель запорожских казаков, один из руководителей названного его именем крестьянско-казацкого восстания 1638 года на Левобережной Украине.
В ряде источников именуется гетманом Войска Запорожского Низового. Родоначальник малороссийского дворянского рода Искр. Из-за вероятной путаницы с отцом Стефаном-Христофором, замученным поляками, некоторые факты из биографии отца были впоследствии ошибочно приписаны рядом источников Якову.

## Биография

### Происхождение и молодые годы
Как свидетельствует универсал, изданный Острянином в марте 1638 года, он происходил из Остра на Черниговщине. Косвенные данные позволяют предполагать, что Острянин был выходцем из среды мелких служилых людей Речи Посполитой. В молодые годы служил на соляных промыслах на границе Дикого Поля. В 1629 году бежал на Запорожье и принимал участие в восстании под руководством Тараса Трясило.

### Смоленская война
Упоминается в документах 1633 года как полковник реестровых казаков, принимавший участие на стороне Речи Посполитой в Смоленской войне. Острянин возглавлял отряд казаков, внезапно появившийся под Валуйками и разоривший их. При неудачной осаде Путивля в 1633 году, казаки скинули гетмана Дорофея Дорошенко и избрали вместо него Острянина. В дальнейшем Острянин безуспешно водил свой полк дважды на Белгород (см. осады Белгорода) и дважды на Курск, принимал участие в осаде Севска. Хотя все эти попытки взятия порубежных русских крепостей были отбиты, действия Острянина нанесли окрестным землям значительный урон.
По другим данным, до августа 1634 года являлся главой казацкой администрации в Полтаве. По третьим данным, впервые упоминается во время восстания Павлюка, для которого, будучи нежинским полковником, организовал отряд на Полтавщине. Скорее всего, эти данные относятся к отцу Стефану-Христофору.

### Предводитель антипольского восстания
После подавления восстания 1637—1638 годов под руководством Павлюка Острянин бежал в Запорожье, где весной 1638 года казаки вновь поднялись на борьбу, избрав своим гетманом Острянина, ближайшими помощниками которого стали казацкие старшины Дмитрий Гуня и Карп Скидан. Запорожцы направились на помощь восставшим крестьянам Киевщины и Полтавщины. Так началось восстание Острянина и Гуни. После поражения Острянина его место в качестве руководителя восстания занял Гуня, который ещё два месяца продолжал борьбу против поляков.

### Отступление в Российское царство
По более современной (также устной) версии, после поражения восстания в июне 1638 года Острянин с частью казаков и их семьями (всего около 3000 чел.) перешёл на Слобожанщину, в пределы России, где и остался вместе с поселенцами-казаками.
Белгородский воевода определил им местом поселения Чугуев, где русское правительство начало возводить новую крепость.
В Чугуеве переселенцы под началом Острянина участвовали в борьбе с татарами, совершавшими набеги на южные границы Русского государства. Впоследствии в 1641 году, Острянин был убит казаками, которые восстали вследствие притеснения их казацкой старшиной и затем «ушли откуда пришли», осев, в частности, в окрестностях Полтавы.

### Версия про казнь в Варшаве
Существует иная версия относительно судьбы Острянина. По старинному устному преданию, разбив Потоцкого у местечка Полонного после сражения сражения у Голтвы, Острянин заключил с ним вечный мир и удалился в Канев на богомолье, где впоследствии был схвачен вероломными поляками, доставлен в Варшаву и казнен там в 1638 г. (колесован). Кроме этого устного предания сохранилась ещё и легенда из «Истории Русов» середины XVIII века псевдо-Конисского:

… окружили его в Каневском монастыре ляхи многолюдною толпою войск своих. Они, перевязав весь штат гетманский и самого гетмана, всего тридцать семь человек, <…> приготовили для них в Варшаве казнь <…> никакому дикому и самому свирепому японцу не придёт в голову её изобретение…
Зрелище оное открывала процессия Римская со множеством ксендзов их <…> Гетман Остраница, обозный генеральный Сурмила и полковники Недригайло, Боюн и Риндич были колесованы и им переломали поминутно руки и ноги <…> пока они скончались; полковники Гайдаревский, Бутрим, Запалей и обозные Кизим и Сучевский пробиты железными спицами насквозь и подняты живые на сваи; есаулы полковые <…> и сотники <…> прибиты гвоздями стоячими к доскам, облитым смолою, и сожжены медленно огнём; хорунжие <…> растерзаны железными когтями; старшины <…> четвертованы по частям. <…> Оставшихся же по матерям детей, бродивших и ползавших около их трупов, пережгли всех в виду своих отцов на железных решётках, под коими подкладывали уголья и раздували шапками и мётлами.
— 
Скорее всего, речь идёт о смешении фактов из биографий отца Стефана-Христофора и самого Якова со стороны украинских летописцев спустя несколько десятилетий после восстания. Русские источники в связи с пребыванием Острянина на русской территории используют исключительно имя Яков. Те украинские источники, которые утверждают о казни Острянина в Варшаве, используют имя Стефан. Иные украинские источники пользуются именем Яков и повторяют версию о его переселении в Россию. Таким образом, речь идёт видимо о двух разных личностях. В пользу этого мнения говорит ряд косвенных свидетельств, а также указание на распространение польскими властями весной 1638 г. "листов" с указанием на то, что «Острянинов сын с казаки и с татары поднимается из Запороги, ахотят де воевать литовские городы и побивать ляхов и по городом урядников...».

## Семья и потомки
От шляхтича Якова Искры-Острянина производил себя казацко-старшинский, а после дворянский род Искр. В родословцах у него показаны два сына — Иван и Юрий.
Соответственно, потомками Острянина считали себя наказной атаман вольного казачества, адъютант гетмана Скоропадского и генеральный писарь Украинской державы Иван Васильевич Полтавец-Остряница.

## Память
- История казацкого восстания 1637—1638 годов изложена в дневниках Симона Окольского и легла в основу книги Н. В. Гоголя «Тарас Бульба» (1835). Самому Острянину Гоголь планировал посвятить роман «Гетьман», оставшийся недописанным.
- Яков Острянин считается строителем крепости Чугуев, где показывают курган, «на котором он похоронен»[15].